# Lista de campeões do Pride Fighting Championships
Abaixo está uma lista dos campeões e defesas de título do Pride Fighting Championships:

## Histórico de títulos

### Peso pesado
Acima de 93 kg (205 lbs)
| Nº   | Nome                     | Data                                              | Local     | Oponente                        | Defesas |
| ---- | ------------------------ | ------------------------------------------------- | --------- | ------------------------------- | --- |
| 1    | Antonio Rodrigo Nogueira | 3 de novembro de 2001 (Pride 17)                  | Tóquio,   | Venceu Heath Herring            | |
| 2    | Fedor Emelianenko        | 16 de março de 2003 (Pride 25)                    | Yokohama, | Venceu Antonio Rodrigo Nogueira | NC. contra Antonio Rodrigo Nogueira (Pride Final Conflict 2004) 1. Venceu Antonio Rodrigo Nogueira (Pride Shockwave 2004) 2. Venceu Mirko Filipović (Pride Final Conflict 2005) 3. Finalizou Mark Hunt (Pride Shockwave 2006) |
| Int. | Antonio Rodrigo Nogueira | 9 de novembro de 2003 (Pride Final Conflict 2003) | Tóquio,   | Finalizou Mirko Filipović       | |

### Peso médio
Até 93 kg (205 lbs)
| Nº                                                                                                  | Nome            | Data                               | Local      | Oponente                   | Defesas |
| --------------------------------------------------------------------------------------------------- | --------------- | ---------------------------------- | ---------- | -------------------------- | --- |
| 1                                                                                                   | Wanderlei Silva | 3 de novembro de 2001 (Pride 17)   | Tóquio,    | Nocauteou Kazushi Sakuraba | 1. Nocauteou Kiyoshi Tamura (Pride 19) 2. Nocauteou Hiromitsu Kanehara (Pride 23) 3. Nocauteou Quinton Jackson (Pride 28) 4. Venceu Ricardo Arona (Pride Shockwave 2005) |
| 2                                                                                                   | Dan Henderson   | 24 de fevereiro de 2007 (Pride 33) | Las Vegas, | Nocauteou Wanderlei Silva  | |
| Em 8 de setembro de 2007, o título dos médios do Pride foi unificado com o título até 93 kg do UFC. |                 |                                    |            |                            | |

### Peso meio-médio
Até 83 kg (183 lbs)
| Nº | Nome          | Data                                          | Local    | Oponente                 | Defesas |
| --- | ------------- | --------------------------------------------- | -------- | ------------------------ | ------- |
| 1 | Dan Henderson | 31 de dezembro de 2005 (Pride Shockwave 2005) | Saitama, | Venceu Murilo Bustamante |         |
| Em 1 de março de 2008, o título dos meios-médios do Pride foi unificado com o título até 84 kg do UFC. |               |                                               |          |                          |         |

### Peso leve
Até 73 kg (161 lbs)
| Nº | Nome          | Data                                          | Local    | Oponente                 | Defesas                                     |
| -- | ------------- | --------------------------------------------- | -------- | ------------------------ | ------------------------------------------- |
| 1  | Takanori Gomi | 31 de dezembro de 2005 (Pride Shockwave 2005) | Saitama, | Nocauteou Hayato Sakurai | 1. Venceu Marcus Aurélio (Pride Bushido 13) |

## Torneios
Um asterisco (*) indica que o torneio foi também uma luta pelo título.
| Evento | Divisão    | Vencedor            | Segundo Colocado         | Final                  |
| --- | ---------- | ------------------- | ------------------------ | ---------------------- |
| Pride Grand Prix 2000 Opening Round Pride Grand Prix 2000 Finals                                          | Aberto     | Mark Coleman        | Igor Vovchanchyn         | 1 de maio de 2000      |
| Pride Total Elimination 2003 Pride Final Conflict 2003                                                    | Médio      | Wanderlei Silva     | Quinton Jackson          | 9 de novembro de 2003  |
| Pride Total Elimination 2004 Pride Critical Countdown 2004 Pride Final Conflict 2004 Pride Shockwave 2004 | Pesado     | Fedor Emelianenko * | Antonio Rodrigo Nogueira | 31 de dezembro de 2004 |
| Pride Total Elimination 2005 Pride Critical Countdown 2005 Pride Final Conflict 2005                      | Médio      | Mauricio Rua        | Ricardo Arona            | 28 de agosto de 2005   |
| Pride Bushido 9 Pride Shockwave 2005                                                                      | Meio-médio | Dan Henderson *     | Murilo Bustamante        | 31 de dezembro de 2005 |
| Pride Bushido 9 Pride Shockwave 2005                                                                      | Leve       | Takanori Gomi *     | Hayato Sakurai           | 31 de dezembro de 2005 |
| Pride Total Elimination Absolute Pride Critical Countdown Absolute Pride Final Conflict Absolute          | Aberto     | Mirko Filipović     | Josh Barnett             | 10 de setembro de 2006 |
| Pride Bushido 11 Pride Bushido 12 Pride Bushido 13                                                        | Meio-médio | Kazuo Misaki        | Denis Kang               | 5 de novembro de 2006  |

## Recordes

### Maiores vencedores em disputas de cinturão
| Vitórias | Campeão                  | Divisão           | V   | E   | NC  | D   |
| -------- | ------------------------ | ----------------- | --- | --- | --- | --- |
| 5        | Wanderlei Silva          | Médio             | 5   | 0   | 0   | 1   |
| 4        | Fedor Emelianenko        | Pesado            | 4   | 0   | 0   | 0   |
| 2        | Antônio Rodrigo Nogueira | Pesado            | 2   | 0   | 0   | 2   |
| 2        | Takanori Gomi            | Leve              | 2   | 0   | 0   | 0   |
| 2        | Dan Henderson            | Meio-pesado Médio | 1 1 | 0 0 | 0 0 | 0 0 |

### Maiores sequências de defesas de cinturão
| Defesas | Lutador           | Divisão | Data                                            |
| ------- | ----------------- | ------- | ----------------------------------------------- |
| 4       | Wanderlei Silva   | Médio   | 3 de novembro de 2001 – 24 de fevereiro de 2007 |
| 3       | Fedor Emelianenko | Pesado  | 16 de março de 2003 – 4 de outubro de 2007      |
| 1       | Takanori Gomi     | Leve    | 31 de dezembro de 2005 – 4 de outubro de 2007   |

### Campeões de múltiplas divisões
|  | Título interino |

| Nº | Campeão       | Divisão    | Inicio                                        | Fim                            | Defesas |
| -- | ------------- | ---------- | --------------------------------------------- | ------------------------------ | ------- |
| 1  | Dan Henderson | Médio      | 24 de fevereiro de 2007 (Pride 33)            | 8 de setembro de 2007 (UFC 75) | 0       |
| 1  | Dan Henderson | Meio-médio | 31 de dezembro de 2005 (Pride Shockwave 2005) | 1 de março de 2008 (UFC 82)    | 0       |

### Campeões de duas divisões simultaneamente
Esta tabela diferente da anterior só conta os períodos em que o lutador carregou os títulos simultaneamente e as defesas nesse espaço de tempo.
| Nº | Campeão       | Divisão    | Data                                            | Defesas |
| -- | ------------- | ---------- | ----------------------------------------------- | ------- |
| 1  | Dan Henderson | Médio      | 24 de fevereiro de 2007 – 8 de setembro de 2007 | 0       |
| 1  | Dan Henderson | Meio-médio | 24 de fevereiro de 2007 – 8 de setembro de 2007 | 0       |